# كريستينا بيريز
كريستينا بيريز (بالإنجليزية: Cristina Pérez)‏ هي قاضية ومحامية أمريكية، ولدت في 27 أكتوبر 1968 في نيويورك في الولايات المتحدة.

## وصلات خارجية
- الموقع الرسمي
- كريستينا بيريز على موقع IMDb (الإنجليزية)
- كريستينا بيريز على موقع قاعدة بيانات الفيلم (الإنجليزية)